# Bătălia de la Hansando
Bătălia navală de la insula Hansan, denumită de asemenea Bătălia de la Hansando a avut loc pe data de 8 iulie 1592 lângă insula coreeană Hansan și a fost una dintre cele mai importante bătălii ale războiului Imjin. Amiralul coreean Yi Sun-sin a distrus cel puțin 47 de nave japoneze și a capturat alte 12. Succesul amiralului Yi în această bătălie a reprezentat un punct de cotitură în timpul Primei campanii a lui Hideyoshi. Aceasta a fost prima luptă din A treia campanie navală a amiralului Yi și unii istorici o consideră a treia cea mai mare bătălie navală din istoria lumii după Bătălia de la Salamis și Bătălia de la Gravelines.

## Context
Amiralul Yi Sun-sin împreună cu cele șapte nave conduse de Won Gyun au luptat în două campanii de-alundgul coastei sudice a peninsulei coreene. Yi Eok Ki s-a alăturat amiralului Yi Sun-sin în a treia campanie. În total, coreenii scufundaseră peste 60 de nave japoneze. Până în acest moment, flota coreeană nu a pierdut nici o navă doar 11 morți și 26 de răniți.
Având în vedere importanța aprovizionării pe cale maritimă a armatelor japoneze care avansau în peninsula coreeană și se pregăteau să invadeze China, Toyotomi Hideyoshi a ordonat comandanților săi să distrugă flota coreeană și să securizeze rutele de aprovizionare din Marea Galbenă. Comandantului japonez Wakizaka Yasuharu i-a fost ordonat să aștepte până la sosirea forțelor conduse de Kato Yoshiaki și Kuki Yoshitaka pentru a căuta și distruge împreună flota coreeană. Totuși, pentru că a durat prea mult ca Katō și Kuki să-și adune navele, Wakizaka a plecat singur cu 73 de nave. Flota lui  Wakizaka era formată probabil din cele mai avansate nave de război construite până la vremea aceea de japonezi. Din cele 73 de nave, 36 erau atakebune mari, 24 seki bune de mărime medie și 13 nave mici kobaya de cercetași.
Între timp, amiralul Yi împreună cu Won Gyun și Yi Eok Ki au planificat cea de -a treia campanie și aranjarea flotei într-o nouă formație deosebită de luptă numită ,,aripi de cocor”. Formația a fost adesea utilizată pe teren dar nu era utilizată în mod normal pe mare. Flotele coreene reunite aveau în total 54 de panokseonuri și două sau trei nave-țestoasă.

## Bătălia

### Prima fază
Amiralul a primit de la un fermier local informația că o flotă japoneză mare (navele lui Wakizaka) navighează spre vest către el și au ancorat la nord de strâmtoarea Gyeonnaeryang, un canal îngust între insula Geoje și continent. A doua zi dimineața, la 8 iulie, Yi Sun-sin a trimis șase nave prin canal pentru a atrage flota lui Wakizaka. Wakizaka a mușcat momeala urmărind cele șase panokseon-uri și ajungând în marea deschisă din fața insulei Hansan. El a văzut flota amiralului Yi. Amiralul a ordonase flotei sale să se aranjeze în formația ,,aripi de cocor”.

#### Formația „aripi de cocor”
În cele două campanii anterioare, coreenii si-au aliniat flota în linie dreaptă sau în cerc dacă spațiul a fost limitat. S-au folosit și metodele circulare de atac pentru a putea susține un bombardament continuu. Deși aceste tactici au fost eficiente, un număr considerabil de japonezi au scăpat și au înotat la țărm. Formația ,,aripi de cocor”, cunoscută de asemenea și sub numele de hagikjin era concepută nu doar pentru a scufunda nave ci și pentru a anihila complet inamicul fără a pierde mulți oameni. Formația avea o formă de ,,U” cu cele mai grele cuirasate în centru și navele ușoare pe aripi. Exista o navă țestoasă la capătul fiecărei laturi, ancorând flancurile. Rezervele erau plasate în spatele navelor centrale, acoperind golurile și formând extinderile. Navele situate în partea din față confruntau flancurile pentru a maximiza numărul de tunuri ațintite spre inamic. Mai mult, forma de ,,U” permitea centralizarea domeniilor de foc astfel încât multe nave japoneze să fie lovite din unghiuri diferite. În acest sens, formația ,,aripil de cocor” era si similară tacticii de război numită ,,traversarea T-ului” care a fost folosită la sfârșitul secolului al XIX-lea și în secolul XX. Tactica japonezilor a fost să pună în avangardă navele cele mai rapide pentru a ține ocupate navele coreene iar navele lor mari să încheie confruntându-se cu coreenii. Cu toate aceste, folosirea acestei tactici a fost anticipată de către amiralul Yi iar folosirea ei i-a făcut pe japonezi să intre și mai adânc în capcană. Volumul și intervalul de foc al tunurilor coreene i-a împiedicat pe japonezi să folosească strategia iar cel două aripi are formației coreene i-au învăluit și înghesuit făcându-i să nu mai poată manevra navele și nici să se mai poată retrage. Astfel, navele japoneze au fost o țintă ușoară pentru tunurile coreenilor.

### A doua fază
Wakizaka Yasuharu era un comandant foarte agresiv și unul dintre ,,Cei șapte lăncieri de la Shizugatake”, câștigând faimă în lupta în care Hideyoshi s-a revendicat ca succesor a lui Oda Nobunaga. Este evident că Wakizaka dorea să se apropie cât mai mult de navele coreene pentru ca soldații săi să se confrunte cu coreenii corp la corp la bordul navelor după vechea tactică japoneză. Peste că a urmat cele șase nave căzând în capcană, Wakizaka a intrat cu întreaga sa flotă de 73 de nave în ambuscadă și a înaintat în forță spre centrul formației coreene de luptă fără să țină cont că își expune navele la salvele de tun ale coreenilor. Bătălia a durat de dimineața târziu până seara târziu. Unii soldați coreeni au trecut la bordul navelor japoneze să lupte direct cu inamicii, dar amiralul Yi a permis trecerea doar în cazul în care navele japoneze nu mai aveau mulți soldați la bord. Doi subordonați ai lui Wakisaka Yasuharu, Wakizaka Sabei și Watanabe Shichi'emon au fost uciși. Comandantul Manabe Samanosuke s-a sinucis la bordul navei arzând care apoi s-a scufundat. Wakizaka Yasuharu a fost lovit de câteva săgeți dar nici una nu a reușit să îi străpungă armura. După ce a pierdut 59 de nave, Wakizaka și-a abandonat nava-amiral urcându-se la bordul unei nave mai ușoare și mai rapide. În total, 14 nave japoneze au reușit să se retragă din zona luptei. Cu toate acestea, unele dintre navele care s-au retras erau așa de deteriorate încât au fost abandonate pe insulele de pe coasta sudică a Coreei. Doar câteva nave au reușit să se întoarcă la baza japonez de la Busan.

## Urmări
Victoria amiralului Yi l-au făcut pe Hideyoshi să conștientizeze că cucerirea Ming este imposibilă. Rutele de aprovizionare din Marea Galbenă ar fi trebuit să fie sigure pentru a putea susțin cu provizii și întăriri trupele care să invadeze China. Astfel, Konishi Yukinaga, comandantul contingentului trupelor de la Pyeongyang nu a mai putut înainta spre nord din cauza lipsei de provizii. El nu a putut primi nici alte trupe deoarece ducea lipsă de hrană. A durat de cinci ori mai mult decât în mod normal ca oamenii și hrana să ajungă pe uscat mergând pe drumurile primitive din Coreea. Mai mult decât atât, cei care livrau provizii pe uscat au fost de multe ori atacați de soldații chinezi sau coreeni sau de forțele coreene neregulate numite Armata Drepților (의병, 義兵). Numărul luptătorilor coreeni din această armată crescuse pe parcursul războiului.
După bătălia de la Hansando și bătălia de la Angolpo care a avut loc la scurt timp, Hideyoshi și-a dat seama că operațiunile navale japoneze sunt inutile și a ordonat încetarea oricărei operațiuni navale în afara împrejurimilor portului Busan. El a spus comandanților săi că va veni personal în Coreea pentru a conduce forțele navale dar nu a fost capabil să mai facă aceasta deoarece starea sa de sănătate s-a deteriorat rapid.
Bătălia de la Hansando a fost cea mai importantă bătălie din războiul Imjin. Toate luptele din războiul Imjin au avut loc în Coreea și nu a existat nici o bătălie care să se dea în China. Campania nord-vestică a japonezilor s-a încheiat la Pyeongyang. Katō Kiyomasa a trecut pentru puțin cu al doilea contingent în Manciuria, dar în secolul al XVI-lea Manciuria nu era o parte din China. Se poate afirma că bătălia a fost una dintre cele mai importante din istoria de până atunci a Coreei. Această bătălie a împiedicat continuarea campaniilor japoneze în Coreea. Planurile de război ale lui Hideyoshi au fost scrise în multe documente și erau aproape identice cu planurile de cucerire efectuale de Japonia imperială  în prima jumătate a secolului XX.

## Recunoașterea internațională
Vice-amiralul Marinei Regale Britanice, George Alexander Ballard (1862–1948) a complimentat victoria amiralului Yi din bătălia de la Hansando:
,,Aceasta a fost o urmare a încoronării marelui amiral coreean. În timpul scurt de doar șase săptămâni (de fapt aproximativ nouă săptămâni; între 7 mai 1592 și 7 iulie 1592), el a obținut o serie de victorii de neegalat în istoria războiului maritim. A distrus flotele inamicului, i-a întrerupt liniile de comunicare, i-a pus în primejdie armatele victorioase și a dus la ruină planurile ambițioase ale dușmanilor. Nici măcar Nelson, Blake, sau Jean Bart nu ar fi putut face mai mult decât acest reprezentant abia cunoscut al unei națiuni  mici și asuprite cu cruzime. Este regretabil că amintirea sa nu persistă nicăieri în afara țării lui natale. Nici un judecător imparțial nu i-ar putea nega dreptul de a figura printre liderii înnăscuți ai oamenilor.”